# 韓国プロレスリング連盟
韓国プロレスリング連盟（かんこくプロレスリングれんめい）は、かつて存在した韓国のプロレス団体。

## 歴史
1968年、日本プロレスで大木金太郎のリングネームで活躍していた金一（キム・イル）が主宰していた大韓プロレス協会の支援を受けて設立。同年、ソウルで旗揚げ戦を開催。
2000年3月25日、WWAが管理、認定していたWWA世界ヘビー級王座をルー・テーズが独自に復活させた（金一も保持していたことがある）。
2006年11月30日、日本プロレスと大韓プロレス協会が共認していた極東ヘビー級王座の王座名をWWA極東ヘビー級王座に変更して復活させた（金一も保持していたことがある）。
2007年5月15日、WWAが管理、認定していたWWA世界タッグ王座を復活させた。
2011年12月17日、金一の地元全羅南道高興郡錦山面居金島に金一記念体育館が開館されて日本、韓国、アメリカ、メキシコ、カナダから選手が参戦して、こけら落とし興行が開催された。

## タイトル
- WWA世界ヘビー級王座
- WWA世界タッグ王座
- WWA極東ヘビー級王座